# وینگ‌دینگز
وینگ‌دینگز (به انگلیسی: Wingdings) نام قلمی است که نویسه‌ها را به صورت نمادهای متنوعی نشان می‌دهند. این قلم در سال‌های ۱۹۹۰ (میلادی) و ۱۹۹۱ (میلادی) به وسیلهٔ کریس هملز و کارلوس بیگلاو ساخته شد و در سال ۱۹۹۲ (میلادی) پس از اصلاحات از طریق شرکت مایکروسافت منتشر شد.

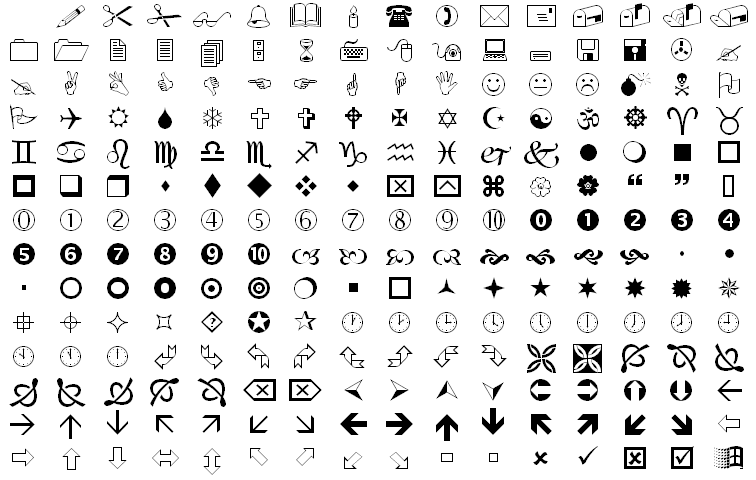
نویسه‌های وینگ‌دینگز

## جنجال

### یهودستیزی
در ۱۹۹۲ تنها چند روز پس از پخش آن در ویندوز ۳.۱ آشکار شد که نویسه‌های N و Y و C در کنار هم به شکل NYC که معمولاً به عنوان کوته‌نوشت شهر نیویورک بکار می‌روند در قلم وینگ‌دینگز مانند نگاره (۱) دیده می‌شوند. در آن هنگام گفته شد که این قلم، توطئه‌ای برای یهودستیزی است. زیرا نیویورک، بزرگترین جامعه یهودیان آمریکا را در خود دارد. مایکروسافت با این ادعا مخالفت کرد و اصرار داشت که این یک تصادف است. بعدها در قلم وب‌دینگز، این نشانه‌ها به چشم، قلب، و آسمان‌خراش تغییر کردند که به معنی «من نیویورک را دوست دارم» است و مانند نگاره (۲) دیده می‌شود.

### حملات ۱۱ سپتامبر
بعد از حملات ۱۱ سپتامبر ۲۰۰۱ (میلادی) در یک ایمیل ادعا شد که شماره پرواز نخستین هواپیمایی که به مرکز تجارت جهانی برخورد کرده Q33 NY بوده و اگر این شماره پرواز در قلم وینگ‌دینگز وارد شود مانند نگاره (۳) دیده می‌شود.
البته که این یک شایعه بود. دو پروازی که در این روز به برج های دوقلو برخورد کردند، پرواز ۱۱ امریکن پرواز شماره ۱۱ امریکن ایرلاین و پرواز شماره ۱۷۵ یونایتد ایرلاین و شماره پرواز آنها به ترتیب 541485و 6585985بود.

### نگاره‌ها

نگاره ۱: برابر نویسه‌های NYC در نخستین ویرایش قلم وینگ‌دینگز
نگاره ۲: نویسه‌های NYC تغییر یافته در ویرایش قلم وب‌دینگز
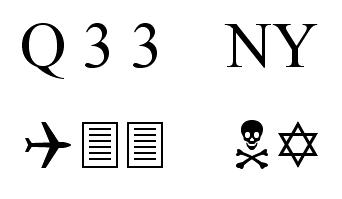
نگاره ۳: حقه‌ای که گفته می‌شد شماره پرواز نخستین هواپیمایی بوده که به مرکز تجارت جهانی برخورد کرده